# Американська футбольна конференція
Американська футбольна конференція, АФК (англ. American Football Conference, AFC) — одна з двох конференцій Національної футбольної ліги (НФЛ). Була сформована перед стартом сезону 1970 після злиття НФЛ і Американська футбольна ліга. До складу конференції увійшли десять команд АФЛ і три клуби, які раніше виступали в НФЛ: «Балтимор Колтс», «Клівленд Браунс» і «Піттсбург Стілерс». На момент створення вона включала тринадцять команд, пізніше це число було збільшено до шістнадцяти. З 2002 року конференція розділена на чотири дивізіони по чотири команди..
Чемпіон конференції стає володарем Ламаром Хант Трофі. Приз названий на честь Ламара Ганта, першого власника клубу «Канзас-Сіті Чифс», одного із засновників АФЛ та автора терміна «Супербоул». Переможець плей-оф Американської футбольної конференції також отримує право зіграти в Супербоул проти переможця Національної футбольної конференції.
Чинним чемпіоном конференції є Канзас-Сіті Чифс, у лютого 2024 обіграли Сан-Франциско Фортинайнерс з рахунком 25:22..

## Учасники
Під час створення конференції до її складу увійшли тринадцять команд. Десять із них до цього виступали в Американській футбольній лізі, три команди були переведені з Національної футбольної ліги, сформувавши Центральний дивізіон. На момент формування конференції її дивізіони команди були розподілені дивізіонами з урахуванням географічного положення.
В даний час до складу конференції входить шістнадцять клубів, розбитих на чотири дивізіони. Ця структура існує з 2002 року, коли було створено команду «Хьюстон Тексанс», що увійшла до складу Південного дивізіону.

## Формат сезону
У регулярному чемпіонаті кожна команда проводить по шістнадцять матчів: по дві гри проти команд свого дивізіону, чотири матчі проти команд одного з дивізіонів НФК, чотири матчі проти команд одного з дивізіонів АФК, по одній грі проти команд двох інших дивізіонів НФК. Порядок зустрічей клубів різних дивізіонів змінюється циклічно та враховує підсумкове становище команд у попередньому сезоні.
З 1990 по 2019 рік у плей-оф від конференції виходило шість клубів: чотири переможці дивізіонів та дві найкращі команди серед решти. Власники перших двох номерів посіву пропускали раунд уайлд-карду. Перед початком сезону 2020 року було ухвалено рішення про розширення плей-оф ще на дві команди, по одній від кожної конференції. Раунд уайлд-кард за такої схеми пропускає лише команда, посіяна під першим номером.